# Ratchet & Clank: Going Mobile
Ratchet & Clank: Going Mobile er et 2D spil til mobiltelefoner, udgivet i 2005.
Spillet handler om Ratchet og Clank (Ratchet & Clank) Clank, der bliver fanget ind i din mobil og prøver at slippe ud. Spillet har 8 forskellige våben (plus skiftenøkkelen) og 12 forskellige baner, inklusive en boss arena, hvor man kæmper mod Max Millian. På svagere mobiler er det ingen arena, bare næsten som et helt normalt level, og ingen Max Millian, bare en kanon, der skyder ud små blå robothunde.
| computerspil | Spire Denne computerspilsrelaterede artikel er en spire som bør udbygges. Du er velkommen til at hjælpe Wikipedia ved at udvide den. |